# Kubanets (Kushchóvskaya, Krasnodar)
Kubanets (del ruso: Кубанец) es un jútor del raión de Kushchóvskaya del krai de Krasnodar, en Rusia. Está situado a orillas de un pequeño afluente por la derecha del río Sosyka, tributario del Yeya, 23 km al suroeste de Kushchóvskaya y 159 km al norte de Krasnodar, la capital del krai. Tenía 213 habitantes en 2010
Pertenece al municipio Pervomáiskoye.